# Городище (Деражнянский район)
Городи́ще (укр. Городище) — село в Деражнянском районе Хмельницкой области Украины.
Население по переписи 2001 года составляло 465 человек. Почтовый индекс — 32221. Телефонный код — 3856. Занимает площадь 3,049 км². Код КОАТУУ — 6821582401.

## История
В 1945 г. Указом Президиума ВС УССР село Шведы-Городище переименовано в Городище.

## Местный совет
32221, Хмельницкая обл., Деражнянский р-н, с. Городище, ул. Ленина, 14